# Herskab og tjenestefolk
Herskab og tjenestefolk er en britisk tv-serie i 65 afsnit. Serien følger herskabet og tjenestefolkene i herskabsvillaen Eaton Place 1903-1930. 
Serien foregår fra 1903 til 1930'erne i Storbritannien. 

## Medvirkende
- Gordon Jackson – Angus Hudson
- David Langton – Richard Bellamy, 1st Viscount Bellamy of Haversham
- Jean Marsh – Rose Buck
- Angela Baddeley – Kate Bridges
- Simon Williams – Lieutenant/Captain/Major James Bellamy
- Christopher Beeny – Edward Barnes
- Joan Benham – Lady Prudence Fairfax
- Raymond Huntley – Sir Geoffrey Dillon
- Rachel Gurney – Lady Marjorie Bellamy (afsnit 1 to 3)
- Patsy Smart – Maud Roberts (afsnit 1 to 3)
- George Innes – Alfred Harris (afsnit 1 and 3)
- Nicola Pagett – Elizabeth Kirbridge (afsnit 1 and 2)
- Ian Ogilvy – Lawrence Kirbridge (afsnit 1 and 2)
- Pauline Collins – Sarah Moffat (afsnit 1 and 2)
- Brian Osborne – Pearce (afsnit 1 and 2)
- Evin Crowley – Emily (afsnit 1)
- Jenny Tomasin – Ruby Finch (fra afsnit 2)
- John Alderton – Thomas Watkins (afsnit 2)
- Jacqueline Tong – Daisy Barnes (fra afsnit 3)
- Lesley-Anne Down – Georgina Worsley (fra afsnit 3)
- Meg Wynn Owen – Hazel Bellamy (nee Forrest) (afsnit 3 and 4)
- Hannah Gordon – Virginia Bellamy (previously Hamilton) (fra series 4)
- Gareth Hunt – Frederick Norton (fra afsnit 4)
- Anthony Andrews – Robert, Marquis of Stockbridge (afsnit 5)
- Karen Dotrice – Lily Hawkins (afsnit 5)